# 布萊克威爾斯角 (加利福尼亞州)
布萊克威爾斯角（英語：Blackwells Corner）是位於美國加利福尼亞州克恩縣的一個非建制地區。該地的面積和人口皆未知。

## 地理
布萊克威爾斯角的座標為35°36′54″N 119°52′04″W / 35.61500°N 119.86778°W，而該地的平均海拔高度為198米（即650英尺）。